# 21e étape du Tour de France 2018
Pour un article plus général, voir Tour de France 2018.
La 21e et dernière étape du Tour de France 2018 se déroule le dimanche 29 juillet 2018 de Houilles à Paris, sur l'avenue des Champs-Élysées, sur une distance de 116 kilomètres.

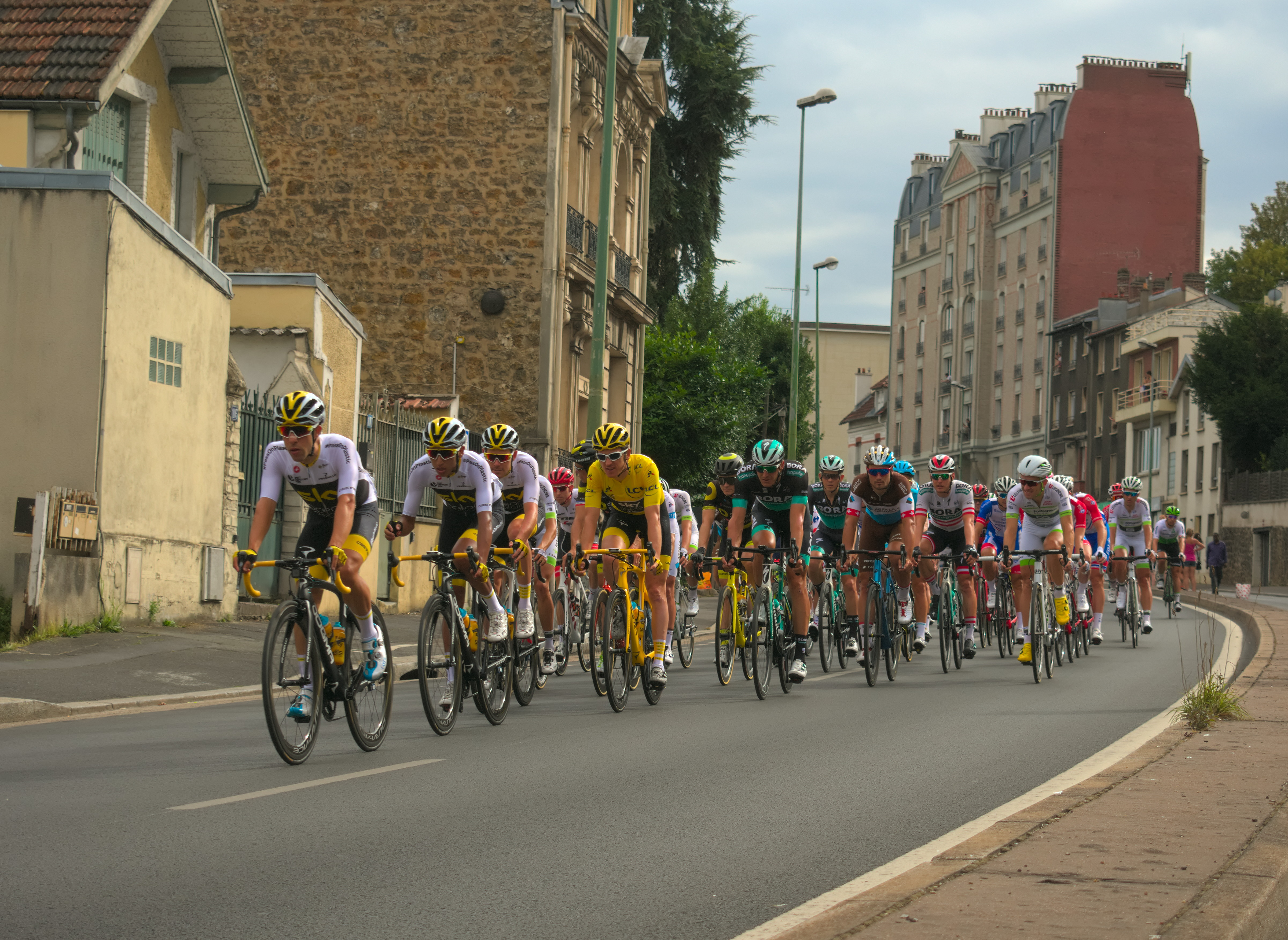
Tête du peloton lors de la 21ème étape du 105ème Tour de France, entre Houilles et les Champs Élysées, sur le Boulevard Henri Sellier à Suresnes. En jaune, Geraint Thomas précédé des membres de son équipe Sky.

## Résultats

### Classement de l'étape
| Classement de la 21e étape | Classement de la 21e étape | Classement de la 21e étape | Classement de la 21e étape | Classement de la 21e étape |
|                            | Coureur                    | Pays                       | Équipe                     | Temps                      |
| -------------------------- | -------------------------- | -------------------------- | -------------------------- | -------------------------- |
| 1er                        | Alexander Kristoff         | Norvège                    | UAE Emirates               | en 2 h 46 min 36 s         |
| 2e                         | John Degenkolb             | Allemagne                  | Trek-Segafredo             | + 0 s                      |
| 3e                         | Arnaud Démare              | France                     | Groupama-FDJ               | + 0 s                      |
| 4e                         | Edvald Boasson Hagen       | Norvège                    | Dimension Data             | + 0 s                      |
| 5e                         | Christophe Laporte         | France                     | Cofidis                    | + 0 s                      |
| 6e                         | Maximiliano Ariel Richeze  | Argentine                  | Quick-Step Floors          | + 0 s                      |
| 7e                         | Sonny Colbrelli            | Italie                     | Bahrain-Merida             | + 0 s                      |
| 8e                         | Peter Sagan                | Slovaquie                  | Bora-Hansgrohe             | + 0 s                      |
| 9e                         | Andrea Pasqualon           | Italie                     | Wanty-Groupe Gobert        | + 0 s                      |
| 10e                        | Jasper De Buyst            | Belgique                   | Lotto-Soudal               | + 0 s                      |
| modifier                   |                            |                            |                            |                            |

### Points attribués
| Sprint intermédiaire Paris - Haut des Champs-Élysées - 3e passage (km 76) | Sprint intermédiaire Paris - Haut des Champs-Élysées - 3e passage (km 76) | Sprint intermédiaire Paris - Haut des Champs-Élysées - 3e passage (km 76) | Sprint intermédiaire Paris - Haut des Champs-Élysées - 3e passage (km 76) | Sprint intermédiaire Paris - Haut des Champs-Élysées - 3e passage (km 76) |
| ------------------------------------------------------------------------- | ------------------------------------------------------------------------- | ------------------------------------------------------------------------- | ------------------------------------------------------------------------- | ------------------------------------------------------------------------- |
|                                                                           | Coureur                                                                   | Pays                                                                      | Équipe                                                                    | Point(s)                                                                  |
| 1er                                                                       | Michael Schär                                                             | Suisse                                                                    | BMC Racing                                                                | 20                                                                        |
| 2e                                                                        | Damien Gaudin                                                             | France                                                                    | Direct Énergie                                                            | 17                                                                        |
| 3e                                                                        | Nils Politt                                                               | Allemagne                                                                 | Katusha-Alpecin                                                           | 15                                                                        |
| 4e                                                                        | Tom Dumoulin                                                              | Pays-Bas                                                                  | Sunweb                                                                    | 13                                                                        |
| 5e                                                                        | Guillaume Van Keirsbulck                                                  | Belgique                                                                  | Wanty-Groupe Gobert                                                       | 11                                                                        |
| 6e                                                                        | Taylor Phinney                                                            | États-Unis                                                                | EF Education First-Drapac                                                 | 10                                                                        |
| 7e                                                                        | Rudy Molard                                                               | France                                                                    | Groupama-FDJ                                                              | 9                                                                         |
| 8e                                                                        | David Gaudu                                                               | France                                                                    | Groupama-FDJ                                                              | 8                                                                         |
| 9e                                                                        | Paweł Poljański                                                           | Pologne                                                                   | Bora-Hansgrohe                                                            | 7                                                                         |
| 10e                                                                       | Rafał Majka                                                               | Pologne                                                                   | Bora-Hansgrohe                                                            | 6                                                                         |
| 11e                                                                       | Tobias Ludvigsson                                                         | Suède                                                                     | Groupama-FDJ                                                              | 5                                                                         |
| 12e                                                                       | Arthur Vichot                                                             | France                                                                    | Groupama-FDJ                                                              | 4                                                                         |
| 13e                                                                       | Marcus Burghardt                                                          | Allemagne                                                                 | Bora-Hansgrohe                                                            | 3                                                                         |
| 14e                                                                       | Gregor Mühlberger                                                         | Autriche                                                                  | Bora-Hansgrohe                                                            | 2                                                                         |
| 15e                                                                       | Lukas Pöstlberger                                                         | Autriche                                                                  | Bora-Hansgrohe                                                            | 1                                                                         |
| modifier                                                                  |                                                                           |                                                                           |                                                                           |                                                                           |

| Arrivée d'étape Paris - Avenue des Champs-Élysées - 9e passage sur la ligne (km 116) | Arrivée d'étape Paris - Avenue des Champs-Élysées - 9e passage sur la ligne (km 116) | Arrivée d'étape Paris - Avenue des Champs-Élysées - 9e passage sur la ligne (km 116) | Arrivée d'étape Paris - Avenue des Champs-Élysées - 9e passage sur la ligne (km 116) | Arrivée d'étape Paris - Avenue des Champs-Élysées - 9e passage sur la ligne (km 116) |
| ------------------------------------------------------------------------------------ | ------------------------------------------------------------------------------------ | ------------------------------------------------------------------------------------ | ------------------------------------------------------------------------------------ | ------------------------------------------------------------------------------------ |
|                                                                                      | Coureur                                                                              | Pays                                                                                 | Équipe                                                                               | Point(s)                                                                             |
| 1er                                                                                  | Alexander Kristoff                                                                   | Norvège                                                                              | UAE Emirates                                                                         | 50                                                                                   |
| 2e                                                                                   | John Degenkolb                                                                       | Allemagne                                                                            | Trek-Segafredo                                                                       | 30                                                                                   |
| 3e                                                                                   | Arnaud Démare                                                                        | France                                                                               | Groupama-FDJ                                                                         | 20                                                                                   |
| 4e                                                                                   | Edvald Boasson Hagen                                                                 | Norvège                                                                              | Dimension Data                                                                       | 18                                                                                   |
| 5e                                                                                   | Christophe Laporte                                                                   | France                                                                               | Cofidis                                                                              | 16                                                                                   |
| 6e                                                                                   | Maximiliano Ariel Richeze                                                            | Argentine                                                                            | Quick-Step Floors                                                                    | 14                                                                                   |
| 7e                                                                                   | Sonny Colbrelli                                                                      | Italie                                                                               | Bahrain-Merida                                                                       | 12                                                                                   |
| 8e                                                                                   | Peter Sagan                                                                          | Slovaquie                                                                            | Bora-Hansgrohe                                                                       | 10                                                                                   |
| 9e                                                                                   | Andrea Pasqualon                                                                     | Italie                                                                               | Wanty-Groupe Gobert                                                                  | 8                                                                                    |
| 10e                                                                                  | Jasper De Buyst                                                                      | Belgique                                                                             | Lotto-Soudal                                                                         | 7                                                                                    |
| 11e                                                                                  | Timothy Dupont                                                                       | Belgique                                                                             | Wanty-Groupe Gobert                                                                  | 6                                                                                    |
| 12e                                                                                  | Thomas Boudat                                                                        | France                                                                               | Direct Énergie                                                                       | 5                                                                                    |
| 13e                                                                                  | Sep Vanmarcke                                                                        | Belgique                                                                             | EF Education First-Drapac                                                            | 4                                                                                    |
| 14e                                                                                  | Magnus Cort Nielsen                                                                  | Norvège                                                                              | Astana                                                                               | 3                                                                                    |
| 15e                                                                                  | Oliver Naesen                                                                        | Belgique                                                                             | AG2R La Mondiale                                                                     | 2                                                                                    |
| modifier                                                                             |                                                                                      |                                                                                      |                                                                                      |                                                                                      |

|   | Coureur            | Pays      | Équipe         | Bonifications |
| - | ------------------ | --------- | -------------- | ------------- |
| 1 | Alexander Kristoff | Norvège   | UAE Emirates   | 10 s          |
| 2 | John Degenkolb     | Allemagne | Trek-Segafredo | 6 s           |
| 3 | Arnaud Démare      | France    | Groupama-FDJ   | 4 s           |

## Classements à l'issue de l'étape

### Classement général
| Classement général | Classement général | Classement général | Classement général | Classement général  |
|                    | Coureur            | Pays               | Équipe             | Temps               |
| ------------------ | ------------------ | ------------------ | ------------------ | ------------------- |
| 1er                | Geraint Thomas     | Royaume-Uni        | Sky                | en 83 h 17 min 13 s |
| 2e                 | Tom Dumoulin       | Pays-Bas           | Sunweb             | + 1 min 51 s        |
| 3e                 | Christopher Froome | Royaume-Uni        | Sky                | + 2 min 24 s        |
| 4e                 | Primož Roglič      | Slovénie           | Lotto NL-Jumbo     | + 3 min 22 s        |
| 5e                 | Steven Kruijswijk  | Pays-Bas           | Lotto NL-Jumbo     | + 6 min 8 s         |
| 6e                 | Romain Bardet      | France             | AG2R La Mondiale   | + 6 min 57 s        |
| 7e                 | Mikel Landa        | Espagne            | Movistar           | + 7 min 37 s        |
| 8e                 | Daniel Martin      | Irlande            | UAE Emirates       | + 9 min 5 s         |
| 9e                 | Ilnur Zakarin      | Russie             | Katusha-Alpecin    | + 12 min 37 s       |
| 10e                | Nairo Quintana     | Colombie           | Movistar           | + 14 min 18 s       |
| modifier           |                    |                    |                    |                     |

### Classement par points
| Classement par points | Classement par points | Classement par points | Classement par points | Classement par points |
| --------------------- | --------------------- | --------------------- | --------------------- | --------------------- |
|                       | Coureur               | Pays                  | Équipe                | Point(s)              |
| 1er                   | Peter Sagan           | Slovaquie             | Bora-Hansgrohe        | 477 points            |
| 2e                    | Alexander Kristoff    | Norvège               | UAE Emirates          | 246 pts               |
| 3e                    | Arnaud Démare         | France                | Groupama-FDJ          | 203 pts               |
| 4e                    | John Degenkolb        | Allemagne             | Trek-Segafredo        | 178 pts               |
| 5e                    | Julian Alaphilippe    | France                | Quick-Step Floors     | 143 pts               |
| 6e                    | Greg Van Avermaet     | Belgique              | BMC Racing            | 134 pts               |
| 7e                    | Andrea Pasqualon      | Italie                | Wanty-Groupe Gobert   | 115 pts               |
| 8e                    | Geraint Thomas        | Royaume-Uni           | Sky                   | 110 pts               |
| 9e                    | Sonny Colbrelli       | Italie                | UAE Emirates          | 104 pts               |
| 10e                   | Daniel Martin         | Irlande               | Bahrain-Merida        | 98 pts                |
| modifier              |                       |                       |                       |                       |

### Classement du meilleur jeune
| Classement général du meilleur jeune | Classement général du meilleur jeune | Classement général du meilleur jeune | Classement général du meilleur jeune | Classement général du meilleur jeune |
|                                      | Coureur                              | Pays                                 | Équipe                               | Temps                                |
| ------------------------------------ | ------------------------------------ | ------------------------------------ | ------------------------------------ | ------------------------------------ |
| 1er                                  | Pierre Latour                        | France                               | AG2R La Mondiale                     | en 83 h 39 min 26 s                  |
| 2e                                   | Egan Bernal                          | Colombie                             | Sky                                  | + 5 min 39 s                         |
| 3e                                   | Guillaume Martin                     | France                               | Wanty-Groupe Gobert                  | + 22 min 5 s                         |
| 4e                                   | David Gaudu                          | France                               | Groupama-FDJ                         | + 1 h 7 min 48 s                     |
| 5e                                   | Daniel Martínez                      | Colombie                             | EF Education First-Drapac            | + 1 h 16 min 25 s                    |
| 6e                                   | Antwan Tolhoek                       | Pays-Bas                             | Lotto NL-Jumbo                       | + 1 h 16 min 48 s                    |
| 7e                                   | Søren Kragh Andersen                 | Danemark                             | Sunweb                               | + 1 h 44 min 10 s                    |
| 8e                                   | Stefan Küng                          | Suisse                               | BMC Racing                           | + 1 h 45 min 1 s                     |
| 9e                                   | Marc Soler                           | Espagne                              | Movistar                             | + 1 h 56 min 38 s                    |
| 10e                                  | Magnus Cort Nielsen                  | Danemark                             | Astana                               | + 2 h 10 min 13 s                    |
| modifier                             |                                      |                                      |                                      |                                      |

### Classement du meilleur grimpeur
| Classement du meilleur grimpeur | Classement du meilleur grimpeur | Classement du meilleur grimpeur | Classement du meilleur grimpeur | Classement du meilleur grimpeur |
| ------------------------------- | ------------------------------- | ------------------------------- | ------------------------------- | ------------------------------- |
|                                 | Coureur                         | Pays                            | Équipe                          | Point(s)                        |
| 1er                             | Julian Alaphilippe              | France                          | Quick-Step Floors               | 170 points                      |
| 2e                              | Warren Barguil                  | France                          | Fortuneo-Samsic                 | 91 pts                          |
| 3e                              | Rafał Majka                     | Pologne                         | Bora-Hansgrohe                  | 76 pts                          |
| 4e                              | Geraint Thomas                  | Royaume-Uni                     | Sky                             | 74 pts                          |
| 5e                              | Tom Dumoulin                    | Pays-Bas                        | Sunweb                          | 63 pts                          |
| 6e                              | Primož Roglič                   | Slovénie                        | Lotto NL-Jumbo                  | 56 pts                          |
| 7e                              | Daniel Martin                   | Irlande                         | UAE Emirates                    | 41 pts                          |
| 8e                              | Nairo Quintana                  | Colombie                        | Movistar                        | 40 pts                          |
| 9e                              | Tanel Kangert                   | Estonie                         | Astana                          | 39 pts                          |
| 10e                             | Steven Kruijswijk               | Pays-Bas                        | Lotto NL-Jumbo                  | 36 pts                          |
| modifier                        |                                 |                                 |                                 |                                 |

### Classement par équipes
| Classement par équipes | Classement par équipes | Classement par équipes | Classement par équipes |
|                        | Équipe                 | Pays                   | Temps                  |
| ---------------------- | ---------------------- | ---------------------- | ---------------------- |
| 1re                    | Movistar               | Espagne                | en 250 h 24 min 53 s   |
| 2e                     | Bahrain-Merida         | Bahreïn                | + 12 min 33 s          |
| 3e                     | Sky                    | Royaume-Uni            | + 31 min 14 s          |
| 4e                     | Lotto NL-Jumbo         | Pays-Bas               | + 47 min 24 s          |
| 5e                     | Astana                 | Kazakhstan             | + 1 h 15 min 32 s      |
| 6e                     | Sunweb                 | Allemagne              | + 1 h 58 min 54 s      |
| 7e                     | AG2R La Mondiale       | France                 | + 2 h 15 min 49 s      |
| 8e                     | BMC Racing             | États-Unis             | + 2 h 35 min 45 s      |
| 9e                     | Quick-Step Floors      | Belgique               | + 3 h 6 min 17 s       |
| 10e                    | Mitchelton-Scott       | Australie              | + 3 h 13 min 41 s      |
| modifier               |                        |                        |                        |

## Abandon(s)
Aucun coureur n'a abandonné au cours de l'étape.